# Картель Миленио
Картель Миленио, также известный как Картель де-лос-Валенсия — мексиканский наркокартель, возникший в штате Мичоакан. В настоящее время базируется в штате Халиско.

## История
Группировка откололась в 1999 году от картеля Синалоа и заключила соглашение о сотрудничестве с картелем Ла Фамилиа. В 2011 году, после того как картель Ла Фамилиа распался, картель Миленио перебрался в Гвадалахар и заключил союз с Лос-Сетас.
15 августа 2003 года был арестован лидер картеля Армандо Валенсия Корнелио. Руководителем группировки стал Луис Валенсиякартель. Картель действует не менее чем в шести мексиканских штатах — Мичоакан, Колима, Мехико, Халиско, Нуэво-Леон, Пуэбла и Тамаулипас, где производит марихуану и героин.
28 октября 2009 Оскар Нава Валенсиа (Эль Лодо), родственник Луиса Валенсии, был захвачен после перестрелки с мексиканской армией в муниципалитете Тлахомулько де Суньига (штат Халиско). Оскар Нава и его брат Хуан Нава Валенсиа были ответственны за контрабанду кокаина из Южной и Центральной Америки в порт Мансанильо (штат Колима), откуда он поставлялся в Соединенные Штаты Америки.
После ареста Оскара Навы Валенсии его брат Хуан Нава Валенсиа стал лидером группировки. 6 мая 2010 он был арестован мексиканской армией в Гвадалахаре в ходе операции.
29 января 2011 Оскар Нава Валенсия был выдан Соединенным Штатам, где ему предъявили обвинения в незаконном обороте наркотиков в южном Округе штата Техас.